# Гурино (Свердловская область)
Гурино — деревня в Режевском городском округе Свердловской области, Россия.

## География
Деревня Гурино муниципального образования «Режевского городского округа» расположено в 19 километрах (по автотрассе в 22 километрах) к северу от города Реж, по обоим берегам реки Глинка (левого притока реки Реж). 

## Население
| 2002 | 2010 |
| ---- | ---- |
| 2    | ↗4   |